# Plegapteryx segmentata
Plegapteryx segmentata là một loài bướm đêm trong họ Geometridae.